# Кронеберг, Александр Иванович
Александр Иванович Кронеберг (1844—1909) — русский зоолог.

## Биография
В 1861 году с серебряной медалью окончил 1-ю Московскую гимназию, а в 1865 году — естественное отделение физико-математического факультета Московского университета. Поступил учителем естественных наук в Московский Николаевский сиротский институт.
В 1878 году защитил диссертацию на степень магистра зоологии. Был действительным, а затем почётным членом Московского общества испытателей природы в течение 30 лет; при этом в течение 21 года был библиотекарем общества, а с декабря 1898 года — и вторым редактором Бюллетеня общества. После продолжительной болезни умер в октябре 1909 года.

## Список работ
Кронеберг напечатал ряд работ по паукообразным:
- в «Известиях общества любителей естествознания, антропологии и этнографии»:
  - «Туркестанские пауки» (т. XIX, вып. 10)
  - «О строении Eylaïs extandens (O. F. Müller). С заметками о некоторых родственных формах» (т. XXIX, вып. 2)
- в «Bull. de Société des Naturalistes de Moscou»:
  - «Материалы к познанию строения лжескорпионов [Chernetidae]» (1888, № 3)
  - «Zoologischer Anzeiger»
  - «Archiv f. Naturgeschichte»
  - другие